# Leo Willis
Pour les articles homonymes, voir Willis.
Leo Willis est un acteur américain né le 5 janvier 1890, à Wapanucka (Oklahoma), et mort le 10 avril 1952 dans le Comté de Monterey (Californie).

## Filmographie partielle
- 1915 : Un lâche (The Coward) de Thomas H. Ince et Reginald Barker
- 1915 : The Italian, de Reginald Barker
- 1915 : On the Night Stage de Reginald Barker
- 1917 : Happiness de Reginald Barker
- 1921 : Marin malgré lui (A Sailor-Made Man) de Fred C. Newmeyer
- 1921 : Un héros malgré lui (An Unwilling Hero) de Clarence G. Badger
- 1922 : The Timber Queen de Fred Jackman
- 1922 : La Chaîne brisée (Broken Chains) d'Allen Holubar
- 1923 : La Dernière Chevauchée (Wild Bill Hickok)
- 1924 : A Ten Minute Egg de Leo McCarey
- 1924 : Stolen Goods de Leo McCarey
- 1924 : Sittin' Pretty de Leo McCarey
- 1924 : Le Facteur incandescent (Near Dublin) de Ralph Ceder
- 1924 : The White Sheep de Hal Roach
- 1924 : Outdoor Pajamas de Leo McCarey
- 1924 : Écossez-moi (Short Kilts), de George Jeske
- 1924 : Bungalow Boobs de Leo McCarey
- 1924 : Jeffries Jr. de Leo McCarey
- 1925 : Bad Boy de Leo McCarey
- 1925 : Quelle vie ! (Isn't Life Terrible?) de Leo McCarey
- 1925 : Looking for Sally de Leo McCarey
- 1925 : Raymond ne veut plus de femmes (The Night Club) de Paul Iribe et Frank Urson
- 1925 : Le Grand Chaperon rouge (Big Red Riding Hood) de Leo McCarey
- 1926 : Pour l'amour du ciel (For Heaven's Sake) de Sam Taylor
- 1927 : What Every Iceman Knows de Leo McCarey et Hal Yates
- 1927 : Le Petit Frère (The Kid Brother) de Ted Wilde et J.A. Howe
- 1929 : Derrière les barreaux (The Hoose-Gow) de James Parrott
- 1930 : En dessous de zéro (Below Zero) de James Parrott
- 1930 : Tiembla y titubea de James Parrott
- 1930 : À la hauteur (Feet First) de Clyde Bruckman
- 1931 : Les Deux Légionnaires (Beau Hunks) de James W. Horne
- 1931 : Les Carrefours de la ville (City Streets) de Rouben Mamoulian
- 1932 : Hold 'Em Jail de Norman Taurog
- 1932 : Dans la nuit des pagodes (The Son-Daughter) de Clarence Brown
- 1934 : Shérif malgré lui (The Gold Ghost) de Charles Lamont
- 1936 : En vadrouille (On the Wrong Trek) de Charley Chase et Harold Law
- 1936 : Silly Billies de Fred Guiol